# 少耙鰍鮀
少耙鰍鮀（学名：Gobiobotia paucirastella）为輻鰭魚綱鯉形目鲤科鰍鮀屬的鱼类。在中国，分布于瓯江水系的龙泉及钱塘江水系的衢江等，主要生活于溪流浅水滩流水处。该物种的模式产地在浙江龙泉及衢州。體長可達4.6公分。

## 扩展阅读
維基物種上的相關：少耙鰍鮀